# 1973年帕斯卡古拉事件
1973年帕斯卡古拉事件（英語：Pascagoula Abduction）是發生在1973年10月11日美國密西西比州帕斯卡古拉的一處廢棄舊造船廠附近的外星人綁架事件。

## 當事人背景
當年42歲的希克森已婚、育有三個孩子和一個認養子女，在當地的造船廠擔任工頭。他曾經歷過韓戰（在韓國待了20個多月，並且獲得頒授韓國政府頒發給他的證書和勳章）；派克當年18歲，是希克森任職船塢工廠裡面的工人，住在瓊斯鎮，和希克森是同事和朋友關係。

## 事件前
在事件發生的前一天，亦即1973年10月10日，有15個人，包括兩名警察，看到銀色飛碟慢慢地飛越在路易斯安那州新奧爾良市的St.Tammany郊區。

## 事發經過
1973年10月11日晚上，42歲的希克森和18歲的派克前往帕斯卡古拉的一處廢棄舊造船廠釣魚。之後，希克森聽到某種聲音，像是嗡嗡或呼呼聲，接著很快這聲音出現在他後面處，希克森於是轉身後發現某種物體懸浮在離地面約60至90公分高度、離他們釣魚的小碼頭右後方距離約30公尺左右。而該發藍光的物體呈灰色圓頂橄欖球狀，估計長度約30至40英尺、高度約8至10英尺（大小約一輛大卡車），在飛行物機身上有兩個大大藍色似窗燈的東西，並且發出嗡嗡的噪音。
接著，從該物體飄出來三個身高大約150公分的「類人」，他們沒有脖子，皮膚是灰色的、有皺紋，耳朵很小，眼睛瞇成小小的裂縫，尖尖的小鼻子下面有個像投幣孔的開口，手指的部位形狀像是螃蟹的爪子，沒有腳趾，腿和腳像連在一起、很粗糙，看起來像大象的腳。（「類人」模樣參看 （页面存档备份，存于））他們滑向希克森和派克，而其中一個發出噪音，另外兩個則沒有聲音。希克森事後描述該類人發出的好像是機械聲。
其中一個類人飄向派克，並且用手觸摸他後，使得派克因為驚嚇過度而昏厥過去，而希克森則被另外2個類人舉起來送進去那個飛行物裡面。（該類人抓住希克森的時候，他感到左臂有刺痛感，然後感到麻木和癱瘓）。根據希克森的回憶，當時好像是用滑的進去，感覺都沒有重量。飛行物裡面很亮，但是無法看到光線是發自哪裡。由於身體完全不能動彈、漂浮在半空中只有自己的眼球可以轉動，他注意到前面出現了一個足球般大小，像大眼睛的不明東西（這機械眼直徑約6至8英吋）從牆裡出現，在他的周圍由上至下、不斷地跑遍他全身。當時希克森就好像是在做身體掃瞄檢查一樣被翻來翻去的。掃瞄後這大眼睛就消失在牆裡。然後那幾個類人離開他，約20分鐘後又回來再用那類似大眼睛的儀器再次檢查希克森一遍。當時希克森曾經嘗試對類人發聲說話，但是類人只有簡短的發出嗡嗡聲，繼續他的工作也不理會希克森。後來希克森只知道恢復知覺後，見到派克一個人站在碼頭旁，臉上表情恐懼、肢體癱瘓，由於希克森雙腿無力，他爬到派克身邊，並且將派克搖醒後，派克哭泣並且祈禱。但是希克森發覺那橄欖球狀不明飛行物早已消失。

## 事件之後

### 向警察報案
事件發生後，二個人意識漸漸恢復清醒，並且坐在汽車裡面大約45分鐘試圖讓自己的情緒平息。希克森喝了很多威士忌試圖鎮定情緒。當晚二人商議後嘗試要打電話給基斯樂空軍基地，但是基地人員告訴他們不明飛行物的報告已經與他們無關，因為當時美國政府針對不明飛行物的藍皮書計劃已經在4年多前停止（1947年至1969年為止共22年）。所以他們兩人又趕往當地的警察局。這時已經是晚上11點多了。當晚值班的戴蒙警長以為是民眾搞的惡作劇或者騙局，但也聽完他們的說詞，並且要他們明天早上再來做完整的報告。

### 戴蒙警長和另位巡官同時對希克森的訊問內容
希克森：即使我成為全國的嘲笑對象，我也要說出我所看到的，以及我所經歷的事情……。
問：你說你的名字是甚麼？
希克森：查爾斯希克森，就算他們嘲笑我，我也要做對的事情，我不期盼有誰相信它，只是這令人很難相信…。
問：我們只是要知道這是怎麼回事，請你講述從一開始到最後的經過。
希克森：好、好！派克和我、這小伙子和我一起工作。我們沿著河流走過起重機。我們捉到一些小魚，但不是很多。所以我就對派克說，就沿著造船廠上去，我去那裡抓鮭魚，以及鱒魚….
問：他是你兒子嗎？
希克森：不、不是，他只是個朋友，他來自瓊斯鎮。那是我長大的地方，我在那邊也有農地和家。我們走到那邊想試看看，我不知道怎麼…我猜我們一定同時見到那東西，那是藍光，有點打圈圈。
問：它有多高呢？
希克森：說不太出來，它不是很靠近，但是又不在二、三哩外，它非常接近。而當你看向天空，同時又看見藍光，你會大吃一驚。它真的讓你注意到它。接著一瞬間，它就上了河口，離地面約二、三呎。
問：它有多近呢？
希克森：25至30碼，不過又好像是35至40碼。你看到那樣的東西會把你嚇死，我不相信，我將頭轉向河流方向….
問：有沒有噪音？
希克森：有點嗡嗡聲、嗡嗡嗡的，沒有回爆聲或其它聲音，當時我愣住了，而看到派克他正歇斯底里。
問：派克的全名叫甚麼呢？
希克森：派克.科爾文，他是取他父親的名字。
接著說：它在盤旋，突然間就在它尾部走出三個人，不對，是飄出來的。
問：他們都不著地嗎？
希克森：沒有，他們沒有腳指，但是有腳的輪廓，多少像是有腿的東西，如果你說那個是腿的話。我真是嚇死了，我僅有的只是一支捲輪的釣竿。我真害怕，你可以想像得到，派克那時在歇斯底里。
問：接下來呢？他們走向你嗎？
希克森：他們滑過來我這邊，然後其中一個發出噪音，另外兩個則沒有聲音。
問：是哪種噪音呢？
希克森：就好像ZZZZZZZZZZ
問：像機械聲嗎？
希克森：是～像那樣，他可能在和另一個溝通，我不是很清楚。此刻我已經嚇壞了，我甚麼也不知道，另外兩個在我四周漂浮後，將我提起來離開地面。
問：他們抓住你的手臂嗎？
希克森：對～用他們像爪的手抓住我的手臂，他們一定是做了甚麼，然後我就離開地面。
問：他們沒有用武力嗎？
希克森：沒有，他們沒有傷害我，只是將我悄悄地滑進去那個東西（飛行物）裡面，你就算知道了又能怎樣？我在裡面沒有看到椅子，他們在我四周，我無法反抗他們，只是漂浮在裡面，沒有知覺也沒有痛苦。他們用那種形式留住我一下子。然後又送我回來。
問：你說他們有用甚麼儀器放在你身上是嗎？
希克森：是某一種儀器，我不曉得那是甚麼，我以前也沒看過那種東西。
問：那儀器像甚麼樣子？你可以形容出來嗎？
希克森：我就是無法形容。
問：它像X光照射機嗎？
希克森：不、不像。無法形容它，它看起來像一隻大眼睛，它有某樣東西依附著它，而且會動，而這大眼睛跑遍我全身，由上至下，然後他們（類人）就離開了我。
問：他們把你留在機器裡面嗎？
希克森：只留下我在那位置，我無法動彈，只有我眼睛可以動、我不清楚他們離開我多久，我甚至不曉得我是不是還有意識，不過我想是有的，接著他們回來了。
問：他們離開你多久？
希克森：我不知道，我不戴手錶的。
問：那你看有多久呢？
希克森：應該有20分至30分鐘，然後他們回來後又再來一次。（用大眼儀器檢查一遍）
問：你沒有嘗試和他們說話嗎？問他們要做甚麼？
希克森：有啊，我有試過。可是我只有聽到他們其中一人發出嗡嗡聲而已。他們不理會我說的話。
問：他們有多少隻眼睛呢？
希克森：應該有眼睛的，只是我沒看到，不過有甚麼東西突出來、應該是像人類的鼻子。
問：他們有頭髮嗎？
希克森：我發誓我不知道，當時我心中一片茫然。
問：他們有呼吸嗎？
希克森：我發誓我不知道。
問：他們有多高呢？
希克森：大約有五呎高。
問：他們有穿上甚麼衣服嗎？
希克森：我不知道。
問：你可以描述它們是甚麼顏色嗎？
希克森：你不要嚇我，我記得最清楚的是他們看起來像淡白色。
問：皮膚皺皺的嗎？
希克森：好像是，它看起來像是皮膚之類的，可能有甚麼東西掩飾住，或許沒有，我不知道。
問：你說鼻子下面有個開口？
希克森：像是投幣口，我沒有看到那開口動過。他們的頭的每邊都有類似像是耳朵的東西，但不是像我們人類的耳朵、還有我也沒看到脖子，好像是直接將頭放置在身體上。
問：這件事情發生在天黑後嗎？
希克森：離天黑後不太久。
問：那你怎麼等到這麼晚才向我們報告呢？
希克森：是這樣的～我離開那裡後，我知道沒有人會相信的，所以我到了密西西根新聞報社敲門，有個傢伙坐辦公室裡面，我跟他說我要見記者，他說要到明天早上記者才上班，那時我又想，如果我去警察局找警長你們，你們一定不會相信我。
問：你沒有試怎麼知道呢？
希克森：抱歉，那只是我的想法。
問：你喝多少酒了？
希克森：我沒有喝，但是再向你報告之前45分至1小時那時間我喝了，我必須要安定我的神經，我就快要發瘋了。我回家後讓我太太知道了，她現在可能也是歇斯底里。
問：你記得如何離開那飛碟呢？他們把你送出去時
希克森：我唯一記得的是派克這小伙子，他站在那邊，我從未見過有人臉上有如此恐懼的表情，我費了好一番功夫才將他的意識喚回。我告訴他第一件事：孩子啊～誰也不相信這個，讓我們不要將這件事告訴別人。但是我越想這點，就越想讓一些官員知道。
問：他們讓你走了之後還做甚麼呢？
希克森：只是發出嗡嗡的聲音，就離開了。
問：你能形容那東西（指飛行器）嗎？
希克森：可以的、那東西大約八呎高，它不是圓的，是長圓，而開口在它的尾部，我看到外面只有藍光。
問：那裡面的燈光呢？
希克森：我沒有看到燈泡之類的東西，只有發亮的燈光，但非常亮。
然後接下來希克森告訴警長他嘗試要打電話給空軍基地，以及基地人員告訴他們直接去警察局找警長，這段訊問就這樣結束。

### 測試謊言
訊問完後，然後警長和另一名員警離席而去。辦公室現場只留下希克森和派克兩人。
警長先離去時在辦公室的房間隱密處置放著一部還在運轉的錄音機，目的是故意製造沒有其他人的情況下，錄下他們兩人的對談以測試看有無說謊。
而希克森和派克2人則在不知道有這錄音機存在情況下，互相聊訴著當晚發生的綁架過程，而這捲秘密錄音帶裡面的談話內容事後也成為一項極可信的證據之一。
兩人對談的錄音帶內容摘取片段如下：
希克森：我再也受不了了。
派克：我想要回家上床或吃點鎮靜劑，或看醫生。我受不了，就快要抓狂了。
希克森：我們能渡過這關，我給你什麼鎮靜下來你就可以好好睡覺了。
派克：我無法這樣睡覺啊，我快要發瘋了…。
希克森：天啊～當他們把你送出去或我把我送出去這個鬼東西時，我真希望你能夠平安沒有發生什麼事情。
派克：我的手臂我記得它們凍僵了，我都無法動彈。就好像自己踏到一尾響尾蛇一樣…我那時失去意識，我真希望我一輩子都不會失去意識。
希克森：我一輩子都沒看過那種東西，你真的無法讓別人相信。
派克：我不要一直坐在這裡～我要去看醫生。你看那個門是怎樣打開的？
希克森：我不知道它是怎開啟的，派克，我真的不知道。
派克：它就這樣打開，就像這些他X的婊子～他們就出來了～。
希克森：我知道，你無法讓別人相信這事～
派克：我那時癱瘓了，都無法動彈。
希克森：他們不會相信的，他們要在往後的歲月裡才會相信。但是也許太遲了～我知道他們是來自別的世界，但我從來就沒想到這種事會發生在我身上。
後來希克森先離開房間，只剩下派克一個人喃喃自語在祈禱……。

### 調查
美國不明飛行物權威約瑟夫·艾倫·海尼克博士當時雖然已經卸職了藍皮書計劃的顧問，但是也親身前往該處參與調查，並且有專人對希克森兩人施以測謊器檢驗及催眠。美國空軍單位也派人來小鎮對希克森兩人進行一些物證採樣。以及到該飛行物降落之處進行輻射偵測，但都無任何斬獲。約瑟夫·艾倫·海尼克博士詢問兩人後發表他的看法：雖然目前還未有任何結論，但無疑地，這兩個人確實曾經歷過十分恐怖的事情。

## 後續事件
- 1974年2月有次希克森他感受到好像有某種信號傳到他大腦，那傳來的訊息信號似乎告訴他說：（大意是：我們選擇你，不希望你有任何傷害，你沒有必要擔心。你們的世界需要幫助，而我們也需幫助你們……以免為時已晚。）[5]
- 1974年5月母親節那天，希克森在瓊斯縣的一場家庭聚會中，他太太看到窗戶外有一艘飛碟狀的飛行物在他們的汽車上方約50公尺處徘徊盤旋，希克森太太看到後非常害怕並尖叫。隨後這盤旋在空中的飛碟狀飛行物就不一會兒就消失了。[5]

## 事發後當事人的生活
希克森於隔年1974年1月曾應邀在某電視台脫口秀討論節目裡出現（只有這次接受電視台的邀請），並且被邀請在民間飛碟研究組織裡擔任類似顧問的職務。因為希克森自己說想要多瞭解更多不明飛行物方面的訊息。他也受邀在兒童學校裡講述他的親身經歷給小朋友聽。後來在1983年後希克森也和別人合作撰寫出版了一本書、書名為：飛碟.帕斯卡古拉事件。2001年，希克森在波士頓訪問了1961年希爾夫婦被外星人綁架事件中的主角貝蒂，當時她的老公已經因病過世。希克森表示，貝蒂曾跟他說她一直想嘗試再遇見那飛碟並永遠待在裡面，但希克森聽到貝蒂如此說的時候，告訴她「我可不這麼認為」。希克森在2011年9月9日因心臟病逝世，享壽80歲。
派克後來被醫生診斷為創傷後创伤后心理压力紧张综合症，必須經常看醫生並住在醫院休養。日後派克有約20年的時間沒有出面接受訪談。訪談時說自己暈厥是謊言，實際上他也有看到“類人”，而且“類人”將他帶進飛行器裡面，將他放置在一張傾斜的桌子上。派克表示當時他雖然全身癱瘓，但是他還能看到有位嬌小、顯然是雌性的生物，用針頭注射插進他的下體；此外，派克也聲稱19年後，他又接觸到相同的飛行物，但這一次他自己主動走進飛行物裡面，並會見1973年事發當時的那位雌性生物，該生物用類似心電感應的方式傳達給他一些宗教訊息。這生物告訴派克說他們有著共同的神，聖經裡面講述的內容是真的，而他們（指外星人）這麼做是為了保護地球的物種，避免人類因戰爭而導致地球的毀滅。

## 希克森接受訪談
以下是希克森在2001年接受訪談時的內容：
派克在我工作的船廠裡上班，他和他弟弟也是經常和我很親近，經常下班後我們就會一起去釣魚。那天在我家拿了釣具後我們直接就去釣魚，沿著河岸試過幾個地點，但是不太理想，魚不吃餌。所以我跟派克說。有個地方我一直想過去試看看，如果還是不理想的話我們再回家好了。
所以我們兩人來到那個碼頭，我們坐在那邊拿釣魚線在掛魚餌，突然好像有聽到一種奇怪的聲音zzzz響著的，我看了看四周後，真是把我嚇了一大跳，因為看到有個東西漂浮徘徊在離地面 三英尺的上空，大約距離我們站立位置的後面不到10或15碼的距離。這東西外殼有兩個藍燈在閃爍、但我現在無法肯定他是呈現圓形或橢圓型，因那時情緒有點緊張所以也無法確定他到底有多大。
然後我看了派克一下，再看那物體突然好像是有門開啟的樣子，然後就釋放出強烈的光芒，我在參加韓戰服役20多個月裡、也曾用空手和敵人做過肉搏戰，但我唯一害怕的東西也只有蛇這種動物。
突然間。有三個東西從裡面「飄」出來，他們看上去皮膚皺皺的耳朵像是三角型好像是天線一樣。這些東西是一定是機械人。他們的腳都沒有碰觸到地面然後兩個過來分別抓住我的左右胳臂，他們的身高沒有我高，另一個抓住了派克，我看到他癱瘓昏厥過去，然後另外兩個通過門將我帶進那發亮的物體裡面，將我放在中間一個房間裡，我就沒有再看到派克了。那時我身體無法移動、但我的眼睛還能自由轉動。當時我心裡在想：如果他們把我帶走了，是不是就不放我回去了呢？
然後我漂浮在裡面突然在我臉部右前方有個像眼球，足球大小一般的東西從牆上跑出來，然後在我身上繞來繞去，過一下子這眼球又消失在牆上！我那時又想如果他們要是殺了我的話，或許我認識的朋友鄰居會認為我在河裡淹死了，沒有人能知道事情真相！
這段時間似乎過得很漫長，後來這幾個東西（指「類人」）過來把我弄到外面，我自己的雙腿卻癱軟了所以倒在地上，我看見派克眼神充滿驚恐恍惚、呆呆睜眼站著，所以我就趕緊爬過去打他幾次要弄醒他！終於派克恢復意識後他說：那是什麼呢？我說：孩子阿～我也不清楚，但他們沒有把我們殺掉....。
後來我想如果這個東西如果會威脅到我的國家呢？所以就趕緊打電話給空軍基地，但是他們基地接電話的人說他們已經不受理調查不明飛行物了，並建議我去找當地的警長....。後來在警局的警長本來還以為我發瘋了，我跟他說你一定不要笑，因為我說的話是真的.....。

## 30年之後的新事證

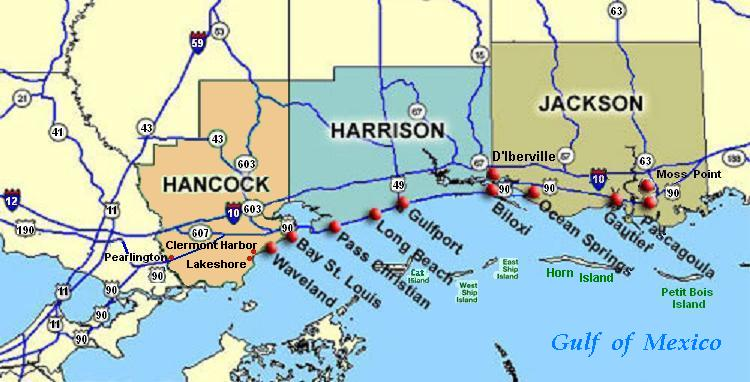
美國90號公路在密西西比州內路線圖。

2001年有位退役的海軍軍士長麥克卡塔爾多出面透露，他在帕斯卡古拉事件發生當天黃昏時刻，在與配偶前往密西西比州聖安得魯斯海洋溫泉區旅行時也曾目睹一個奇怪不尋常的飛行物越過高速公路後盤旋然後消失。

## 相關的外部連結
- All They Meant To Do Was Go Fishing (a transcript of Diamond's interview with Hickson and Parker)（英文）
- 帕斯卡古拉外星人綁架希克森、派克事件（英文）
- 回到地球的幽浮(視頻訪談)（页面存档备份，存于）（英文）
- 飛碟之謎 (視頻訪談)（页面存档备份，存于）（英文）
- 美國藍皮書線上檔案（英文）
- 不明飛行物事件檔案（页面存档备份，存于）（英文）